# Prix Patrick-Coppens
 (décembre 2023).
La mise en forme du texte ne suit pas les recommandations de Wikipédia : il faut le « wikifier ».
Les points d'amélioration suivants sont les cas les plus fréquents. Le détail des points à revoir est peut-être précisé sur la page de discussion.
- Les titres sont pré-formatés par le logiciel. Ils ne sont ni en capitales, ni en gras.
- Le texte ne doit pas être écrit en capitales (les noms de famille non plus), ni en gras, ni en italique, ni en « petit »…
- Le gras n'est utilisé que pour surligner le titre de l'article dans l'introduction, une seule fois.
- L'italique est rarement utilisé : mots en langue étrangère, titres d'œuvres, noms de bateaux, etc.
- Les citations ne sont pas en italique mais en corps de texte normal. Elles sont entourées par des guillemets français : « et ».
- Les listes à puces sont à éviter, des paragraphes rédigés étant largement préférés. Les tableaux sont à réserver à la présentation de données structurées (résultats, etc.).
- Les appels de note de bas de page (petits chiffres en exposant, introduits par l'outil «  Source ») sont à placer entre la fin de phrase et le point final[comme ça].
- Les liens internes (vers d'autres articles de Wikipédia) sont à choisir avec parcimonie. Créez des liens vers des articles approfondissant le sujet. Les termes génériques sans rapport avec le sujet sont à éviter, ainsi que les répétitions de liens vers un même terme.
- Les liens externes sont à placer uniquement dans une section « Liens externes », à la fin de l'article. Ces liens sont à choisir avec parcimonie suivant les règles définies. Si un lien sert de source à l'article, son insertion dans le texte est à faire par les notes de bas de page.
- La présentation des références doit suivre les conventions bibliographiques. Il est recommandé d'utiliser les modèles {{Ouvrage}}, {{Chapitre}}, {{Article}}, {{Lien web}} et/ou {{Bibliographie}}. Le mode d'édition visuel peut mettre en forme automatiquement les références.
- Insérer une infobox (cadre d'informations à droite) n'est pas obligatoire pour parachever la mise en page.

Pour une aide détaillée, merci de consulter Aide:Wikification.
Si vous pensez que ces points ont été résolus, vous pouvez retirer ce bandeau et améliorer la mise en forme d'un autre article.
Le Prix Patrick-Coppens est un prix littéraire québécois annuel
Ce prix récompense les étudiants du niveau collégial pour la création d'oeuvres poétiques.
Il a été créé en 2019 par le poète et bibliographe, Patrick Coppens. Ce dernier a mandaté la Fondation lavalloise des lettres pour créer un prix à son nom.
Durant cette même année, Patrick Coppens a fait une donation à la Société littéraire de Laval – qu’il a cofondée en 1985 – afin de financer, pendant dix ans, un prix littéraire annuel récompensant l’auteur ou l’autrice de son texte préféré paru dans la revue d’arts littéraires Entrevous. Il est le seul membre du jury et s'engage à relire à l’aveugle les trois numéros de l’année, pour arrêter son choix sur un texte, en s’accordant la liberté d’octroyer des mentions,.
Le lauréat ou la lauréate reçoit une bourse de 300 $. Ce prix est remis dans le cadre annuel du Concours intercollégial de poésie. La Fondation lavalloise des lettres diffuse les textes primés sur son site Web,.

## Lauréats
2019 - Justine Blondeau, Game Over
2020 -  Roxane Grandchamps, Le tonnerre scientifique
2021 -  Florianne Beignet, Anastasie et Archibald
2022 -  Sara Lefebvre, Insomnie d'une anxieuse
2023 - Sarah Thibert, du Cégep du Vieux-Montréal, pour À l’intérieur
Mention à Laurianne Faille-Boutin, du Cégep de Valleyfield, pour À jeter.